# 椎橋和義
椎橋和義（1983年6月6日—），日本男性配音員。隸屬於Production baobab。出身於埼玉縣。血型A型。

## 演出作品

### 電視動畫
2010年
- 學生會長是女僕（幸村祥一郎）

2011年
- 寶石寵物 Twinkle☆（阿透）
- FreeZing（雷歐、助手A）
- 放浪男孩（堀、男子B）

2012年
- 足球騎士（選手A、選手、九十九豐、小早川、攝影師）
- 櫻花莊的寵物女孩（客3）

2013年
- 琴浦小姐（男學生B）
- 初音島III
- 我的朋友很少NEXT（竹男）

## 外部連結
- （日語） 椎橋和義
- （日語） 確認済み生命体カズ （页面存档备份，存于）